# IMG Models
IMG Models è una agenzia di moda statunitense di proprietà della IMG Media. I suoi principali uffici si trovano a New York, Parigi, Londra, Milano e Singapore. È una divisione specializzata nel settore della moda della IMG, società di Cleveland. La IMG ha sotto contratto alcune delle più quotate supermodel internazionali come Kate Upton, Gisele Bündchen, Miranda Kerr, Kate Moss, Tyra Banks, Heidi Klum, Gigi Hadid, Bella Hadid e Barbara Palvin..

## Personaggi rappresentati
Il seguente è un elenco incompleto dei principali personaggi rappresentati dalla IMG Models, in ogni epoca.
- Iris Apfel
- Thylane Blondeau[3]
- Bianca Balti
- Tyra Banks
- Jordan Barrett
- Drew Barrymore
- Sonia Ben Ammar
- Laura Berlin
- Hailey Bieber
- Christie Brinkley
- Natalia Bryant
- Gisele Bündchen
- Michelle Cantone
- Laetitia Casta
- Jeísa Chiminazzo
- Priyanka Chopra
- Ciara
- Lily Cole
- Kelly Craig
- Cindy Crawford
- Andreea Daiconu
- Ajak Deng
- Emily DiDonato
- Lily Donaldson
- Du Juan
- Hilary Duff[4]
- Lonneke Engel
- Freja Beha Erichsen
- Adina Forizs
- Viktoria Foxx
- Mackenzie Foy
- Gal Gadot
- Lena Gercke
- Eileen Gu
- Anna Gushina
- Frida Gustavsson
- Gigi Hadid
- Bridget Hall
- Shalom Harlow
- Angie Harmon
- Emma Heming
- Jennifer Hof
- Boyd Holbrook
- Rosie Huntington-Whiteley
- Lauren Hutton
- Chanel Iman
- Jacquelyn Jablonski
- Elizabeth Jagger
- Georgia May Jagger
- Jelena Janković
- Milla Jovovich
- Ursula Karven
- Liya Kebede
- Riley Keough
- Miranda Kerr
- Kate King
- Karlie Kloss
- Heidi Klum
- Ruslana Koršunova
- Irina Kulikova
- Tina Kunakey
- Tali Lennox
- Anouck Lepere
- Audrey Lindvall
- Havana Rose Liu
- Emma Mackey
- Grace Mahary
- Fabio Mancini
- Barbara Meier
- Marisa Miller
- Margherita Missoni
- Taylor Momsen
- Amanda Moore
- Julianne Moore
- Camila Morrone
- Kate Moss
- Alison Mosshart
- Astrid Muñoz
- Amanda Murphy
- Carolyn Murphy
- Hanne Gaby Odiele
- Raica Oliveira
- Barbara Palvin
- Karmen Pedaru
- Emma Pei
- Sasha Pivovarova
- Roberta Potrich
- Margaret Qualley
- Kinga Rajzak
- Ujjwala Raut
- Caterina Ravaglia
- Hilary Rhoda
- Alvise Rigo
- Inés Rivero
- Maggie Rizer
- Rebecca Romijn
- Elettra Rossellini Wiedemann
- Joanna Rozycka
- Anja Rubik
- Patrick Schwarzenegger
- Elisa Sednaoui
- Stephanie Seymour
- Diana Silvers
- Joan Smalls
- Hana Soukupová
- Sistine Stallone
- Jessica Stam
- Lara Stone
- Candice Swanepoel
- Ling Tan
- Christine Teigen
- Tasha Tilberg
- Nicole Trunfio
- Liv Tyler
- Kate Upton
- Amber Valletta
- Cato Van Ee
- Anna V'jalicyna
- Jennifer Wanderer
- Gemma Ward
- Yasmin Warsame
- Erin Wasson
- Alex Wek
- Daria Werbowy
- Amy Wesson
- Jacquetta Wheeler
- Jessica White
- Angelika Wierzbicka
- Caroline Winberg
- Magdalena Wróbel
- Xiao Wen Ju